# Li Sixun
Li Sixun (En chino 李思訓) (651-716), también conocido como Jianjian, fue un pìntor natural de Tianshui en la provincia de Gansu. Perteneció a la dinastía Tang y fue uno de los pioneros en la pintura de paisaje como tal. Hasta su época el paisaje fue solo un añadido a las pinturas, por lo que se usaban como fondo, por ello este autor fue un revolucionario en la pintura de este periodo. Así mismo, se le conocerá por la descripción de "Azul y Verde" por la cantidad de sus trazados con estos dos colores.

## Trabajos
Trabajó en la corte del imperio, en la que además formó parte de la familia imperial; este permaneció oculto de la emperatriz Wu Zetiang desde el año 690 hasta el 705, ya que esta mujer iba en contra de los principios de la casa imperial de la dinastía Tang; tuvo que ocultarse para impedir persecuciones. Su reaparición no fue sabida por la emperatriz Wu hasta el año 704 cuando ésta abdica la corona. Su trabajo, aunque siendo ocultado dentro de la corte se desarrolló como "Maestro de la corte para los asuntos de la Familia Imperial". También trabajó como Jefe de la prefectura de Yizhou, fue general de la Guardia Imperial y también ostentó al título de Duque de Pengguo. Además de todos estos cargos era el pintor de la corte y según el seguidor Zhan Yanyuan, él fue el perfeccionista de un estilo propio además de ser impulsor de la pintura paisajista, por lo que determinó su influencia dentro de la dinastía y la dejó marcada con su sello.
- Pintor de la corte
- Maestro de la corte para los asuntos de la familia imperial (690-705)
- Jefe de la prefectura de Yizhou
- General de la Guardia Imperial
- Duque de Pengguo

## Estilo y Obra

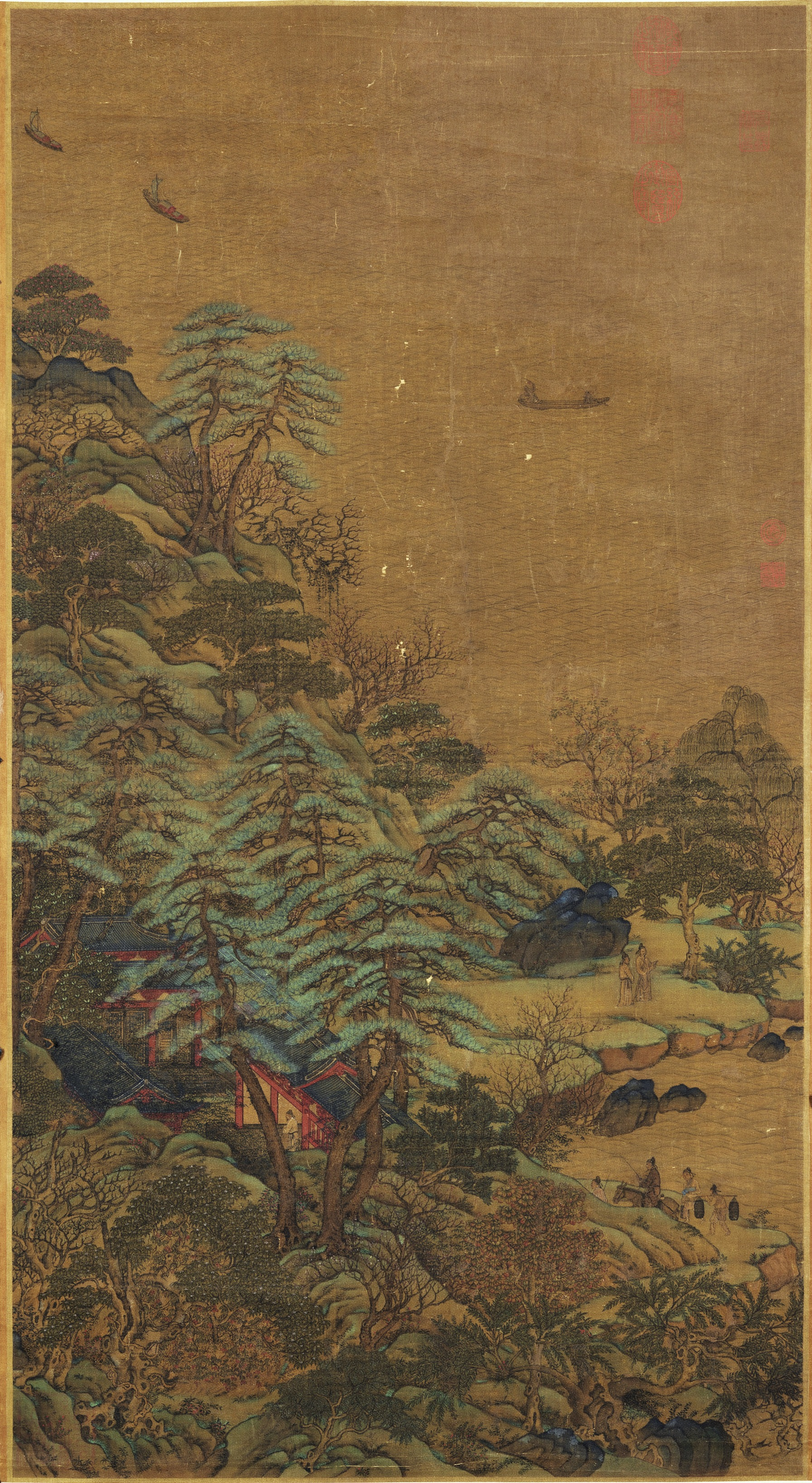
Barcos de pesca y estancia al borde del agua

Sus características son de paisaje fluvial añadiendo unos elementos característicos como los de barcos de pesca y la estancia al borde del agua, mostrando su la naturaleza que le es propia de este autor. Este autor trató la figura humana como un elemento insignificante en este estilo de pintura, cobrando toda la importancia en la majestuosidad de los paisajes, que es el mérito que se le atribuye. 
Su forma de pensar era lo "grandioso de la naturaleza frente al humano insignificante". Muestra claramente su relación con la forma del Taoísmo como parte de la pintura en estas obras. La majestuosidad de las montañas, del espacio y del agua, son algunas de las características que podemos apreciar en la obra que tenemos a la derecha. Otra característica de este cuadro es que es una pintura realizada sobre seda con tinta y color de 101.9 por 54.7 cm. Es parte de la colección del Museo Nacional del Palacio Imperial en la ciudad de Taipéi. 
Las pinturas murales son atribuidas a los pintores de la época de la casa real de las dinastías Sui y Tang.

## Fallecimiento
Posteriormente a su asesinato por las críticas que realizó a la abuela de Wu Zetian, este no será nombrado príncipe antes de morir, sino que lo hará de forma posterior a su muerte. Será enterrado y exhumado junto a las tumbas de sus ancestros en un nuevo mausoleo. En su tumba se verán reflejadas dos pinturas de mural suyas, siendo dos escenas enormes de estilo paisajista las que predominan.

## Diferencias con Wu Daozi
Li Sixun y Wu Daozi no son naturales de la misma época como se creía sino que son de épocas diferentes. Este sentimiento de que son de la misma época viene dado por las escuelas de ambos, ya que estas eran sumamente competidoras entre sí, por lo que fueron las más competitivas y marcadas de esta dinastía en China. Los estilos de cada uno son diferentes de forma clara, se puede apreciar que el pintor Li tiene un estilo más denso y con más pigmentación, sin embargo el pintor Wu tiene un estilo más suelto y libre para desarrollar sus obras. 